# Galumnopsis setosa
Galumnopsis setosa är en kvalsterart som först beskrevs av Nambiyath Puthansurayil Balakrishnan och Haq 1982.  Galumnopsis setosa ingår i släktet Galumnopsis och familjen Galumnellidae. Inga underarter finns listade i Catalogue of Life.